# Musée zoologique de l'Université de Zurich
Le musée zoologique de l'Université de Zurich, appelé en allemand Zoologisches Museum der Universität Zürich est un musée d'histoire naturelle dépendant de l'Université de Zurich et situé dans la ville de Zurich, en Suisse.

## Emplacement
La partie publique du musée est située dans le quartier de l'université, dans un bâtiment construit par l'architecte suisse Karl Moser. Le musée zoologique le partage depuis 1956 avec les musées paléontologique, et d'anthropologie. Les trois musées sont tous inscrits comme biens culturels suisses d'importance nationale.

## Histoire
L'histoire des collections zoologiques à Zurich, et donc du musée zoologique, commencent au XVIIe siècle dans des collections privées de citoyens zurichois tels que Johann Jakob Scheuchzer et Johannes von Muralt. En 1833, ces collections privées sont regroupées avec celles de la société d'histoire naturelle de Zurich pour être plus facilement utilisables dans le cadre de l'enseignement universitaire. En 1908, l'Université de Zurich en devient propriétaire et les regroupe dans un musée qui ouvre ses portes en 1914.
En 1956, l'institut de zoologie de l'Université se scinde en trois instituions indépendantes : le musée zoologique, le musée paléontologique et l'institut de zoologie. La partie non-public de la collection est déménagée en 1979 avec l'institut au sein du nouveau campus de l'Université de Zurich-Irchel. Entre 1984 et 1991, le bâtiment d'origine par est transformé pour augmenter l'espace disponible pour les collections.

## Collections
Le musée est réparti sur deux étages. Au rez-de-chaussée se trouvent des animaux empaillés et des squelettes de la faune suisse ainsi que des collections de crabes, araignées, insectes et mollusques qui peuvent être observées au microscope. Au sous-sol des animaux marins et différentes espèces animales sont représentées selon leur origine.

## Référence
1. ↑  [PDF] L'inventaire édité par la confédération suisse, canton de Zurich « Copie archivée » (version du 6 octobre 2014 sur Internet Archive)
2. ↑  (de) « Die Geschichte des Zoologischen Museums », sur zm.uzh.ch (consulté le 19 mai 2014)
3. ↑  « Musée zoologique ─ Université de Zürich », sur zuerich.com (consulté le 19 mai 2014)

## Sources
- (de) Cet article est partiellement ou en totalité issu de l’article de Wikipédia en allemand intitulé « Zoologisches Museum Zürich » (voir la liste des auteurs).